# Филинская (Медведевское сельское поселение)
Филинская — деревня в Тотемском районе Вологодской области.
Входит в состав Медведевского сельского поселения, с точки зрения административно-территориального деления — в Медведевский сельсовет.
Расстояние по автодороге до районного центра Тотьмы — 17,7 км.
По данным переписи в 2002 году постоянного населения не было.